# Parque nacional Bahía Ella

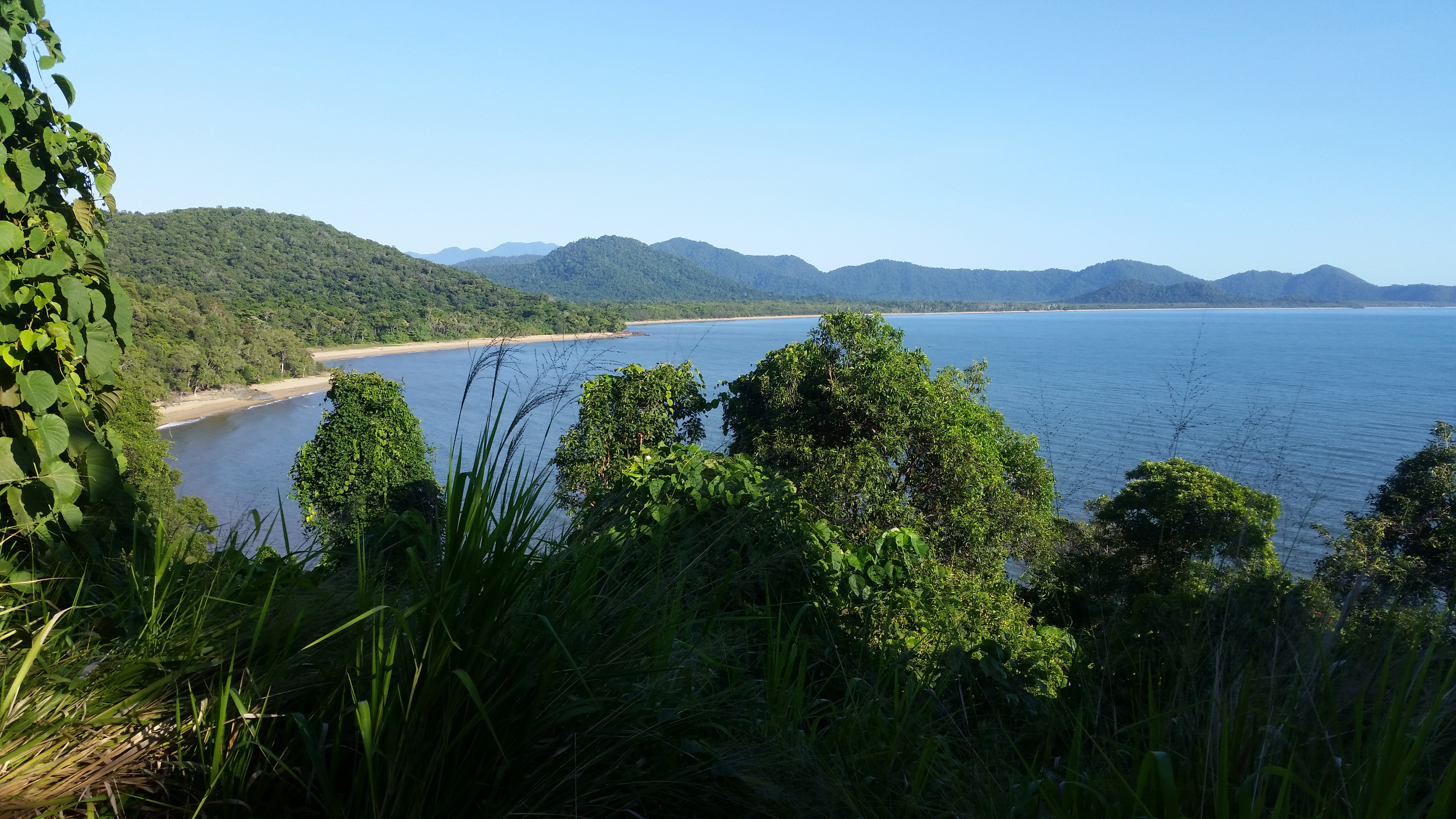
Bahía Ella "parque nacional"

Bahía Ella es un parque nacional en Queensland (Australia), ubicado a 1329 km al noroeste de Brisbane.

## Datos
- Área: 37,10 km²
- Coordenadas: 17°23′44″S 146°03′24″E / -17.39556, 146.05667
- Fecha de Creación: 1952
- Administración: Servicio para la Vida Salvaje de Queensland
- Categoría IUCN: II

Véase también:
- Zonas protegidas de Queensland

- Datos: Q1331672